# Ctenochira pectinata
Ctenochira pectinata är en stekelart som först beskrevs av Bauer 1958.  Ctenochira pectinata ingår i släktet Ctenochira och familjen brokparasitsteklar. Inga underarter finns listade i Catalogue of Life.